# Visoki povjerenik Ujedinjenih naroda za izbjeglice
Ured Visokog povjerenika Ujedinjenih naroda za izbjeglice (engleski: The Office of the United Nations High Commissioner for Refugees"), poznatije pod kraticom UNHCR, agencija je Ujedinjenih naroda za pomoć izbjeglicama na čelu koje je Visoki povjernik. Agencija djeluje temeljem mandata za upravljanje i koordiniranje međunarodnih operacija zaštite izbjeglica i rješavanje izbjegličkih pitanja u cijelom svijetu. Njezina je glavna svrha zaštita prava i dobrobiti izbjeglica. U mandat UNHCR-a također ulazi pružanje pomoći osobama bez državljanstva. UNHCR je dobitnik dvije Nobelove nagrade za mir - 1954. i 1981. godine.
Visokog povjerenika izabire Opća skupština na prijedlog glavnog tajnika Ujedinjenih naroda, u pravilu na razdoblje od pet godina, a u njegovu radu, osim osoblja Ureda, pomaže i Izvršni odbor. Dužnost Visokog povjernika trenutačno obnaša Filippo Grandi, od 2016. godine.
Visoki povjerenik Ujedinjenih naroda za izbjeglice, odnosno preciznije njegov Ured osnovala je 1950. Opća skupština Ujedinjenih naroda kao privremeno tijelo za zaštitu izbjeglica, no kako je broj izbjeglica samo rastao, mandat Ureda stalno se produžavao.  Mandat UNHCR-a predviđen njegovim Statutom prvenstveno je vezan uz definiciju izbjeglica kakva je sadržana u Konvenciji o pravnom položaju izbjeglica iz 1951. godine.

## Poveznice
- Službena stranica